# Kenyentulus sakimori
Kenyentulus sakimori – gatunek pierwogonka z rzędu Acerentomata i rodziny Acerentomidae.

## Taksonomia
Gatunek ten został opisany w 1977 roku przez Gentaro Imadaté jako Gracilentulus sakimori, na podstawie 8 okazów odłowionych w 1973 roku przez Toku Watanabe na Cuszimie. Holotypem jest samica. W 1981 roku przeniesiony został przez Sørena Ludviga Tuxena do rodzaju Kenyentulus.

## Opis
Długość wyciągniętego ciała wynosi 900 μm (0,9 mm). Aparat gębowy mały. Sensillae na głaszczkach szczękowych nieco rozszerzone, a na wargowych rozszerzone. Pseudooczko dłuższe niż szerokie, 7–9 μm długie. Przewód gruczołów szczękowych z dwoma rozszerzeniami w części dystalnej. Przednie odnóża długości 69–73 μm, o empodium krótkim. Odnóża odwłokowe II i III pary z 2 szczecinkami każde, przy czym wierzchołkowa z nich krótsza niż połowa przedwierzchołkowej (subapikalnej). Rowkowana przepaska na VIII segmencie odwłoka niezredukowana. Grzebień na tergicie tego segmentu złożony z około dziesięciu małych ząbków. Łuska genitalna (squama genitalis) samic z ostro spiczastym acrostylusem. Charakterystycznymi cechami gatunku są: obecność dodatkowej pary szczecinek: P3a na tergitach odwłokowych I-VII oraz osobliwe ustawienie szczecinki b' na przednich odnóżach.
|         | przedtułów                        | śródtułów, zatułów                   | I                                | II, III                          | IV, V, VI, VII                   | VIII                              | IX                 | X                  | XI                | telson            |
| ------- | --------------------------------- | ------------------------------------ | -------------------------------- | -------------------------------- | -------------------------------- | --------------------------------- | ------------------ | ------------------ | ----------------- | ----------------- |
| terga:  | {\displaystyle 4}                 | {\displaystyle {\tfrac {6}{14(16)}}} | {\displaystyle {\tfrac {6}{14}}} | {\displaystyle {\tfrac {6}{18}}} | {\displaystyle {\tfrac {6}{18}}} | {\displaystyle {\tfrac {6-7}{8}}} | {\displaystyle 14} | {\displaystyle 12} | {\displaystyle 6} | {\displaystyle 9} |
| sterna: | {\displaystyle {\tfrac {4-2}{6}}} | {\displaystyle {\tfrac {7-2}{4}}}    | {\displaystyle {\tfrac {3}{4}}}  | {\displaystyle {\tfrac {3}{5}}}  | {\displaystyle {\tfrac {3}{8}}}  | {\displaystyle {\tfrac {4}{0}}}   | {\displaystyle 4}  | {\displaystyle 4}  | {\displaystyle 6} | {\displaystyle 6} |

## Ekologia
Na Cuszimie odławiany w bujnych lasach wiecznie zielonych, wśród drzew takich jak Quercus acuta, Castanopsis cuspidata, Distylium racemosum, Cinnamonum camphora. Znajdywany tam w towarzystwie m.in. Barberentulus tosanus, Eosentomon sakura i Gracilentulus japonicus.

## Rozprzestrzenienie
Gatunek zamieszkuje Daleki Wschód Azji. Stwierdzony na japońskich wyspach w Kiusiu i Cuszimie oraz w chińskich prowincjach: Kuejczou, Hubei, Jiangxi i Syczuan.